# Eduardo Acevedo Díaz
Eduardo Acevedo Díaz (Montevideo, 20. travnja 1851. – Buenos Aires, 18. lipnja 1921.), urugvajski književnik, političar i novinar. Začetnik je urugvajskog romana. Najčešće obrađivane teme u njegovim djelima su život gauča i provincije, te život u Montevideu u doba kolonizma.

## Životopis
Bio je sin Fatime Díaz i Norberta Aceveda. Njegov djed po majci bio je general Antonio Díaz. Između 1866. i 1868. sprijateljuje se s Pablom de Mariom i Justinom Jiménezeom de Aréchagom na sveučilištu.
Odlazi na pravni fakultet gdje ulazi u sveučilišni književni klub. Dana 18. rujna 1869., objavio je u časopisu El Siglo, svoj prvi članak, u čast njegovog djeda po majci, koji je umro šest dana prije. 1870. je napustio sveučilište i pridružuje se revolucionarnom pokretu kojeg je predvodio Timoteo Aparicio protiv vlade Lorenza Batllea.
Godine 1896. je osnovao politički dnevnik El Nacional. Nakon političkih previranja odlazi u Argentinu gdje i umire 18. lipnja 1921. Jedna od katedri Urugvajske akademije za književnost nosi njegovo ime, u znak priznanja za njegov rad. Poznatija su mu djela Himna krvi (Himno de sangre) i Samoća (Soledad).